# Аниш (приток Уты)
Ани́ш (чув. Енĕш) — река в России, протекает в Канашском районе Чувашской Республики. Левый приток реки Уты.

## География
Река Аниш берёт начало в черте города Канаш (микрорайон ВРЗ). Течёт на юго-восток. У деревни Старое Ахпердино на реке образован пруд. Устье реки находится в деревне Аниш-Ахпердино в 22 км по левому берегу реки Уты. Длина реки составляет 14 км, площадь водосборного бассейна — 46,4 км².

## Данные водного реестра
По данным государственного водного реестра России относится к Верхневолжскому бассейновому округу, водохозяйственный участок реки — Свияга от села Альшеево и до устья, речной подбассейн реки — Волга от впадения Оки до Куйбышевского водохранилища (без бассейна Суры). Речной бассейн реки — (Верхняя) Волга до Куйбышевского водохранилища (без бассейна Оки).